# Никонов, Николай Борисович

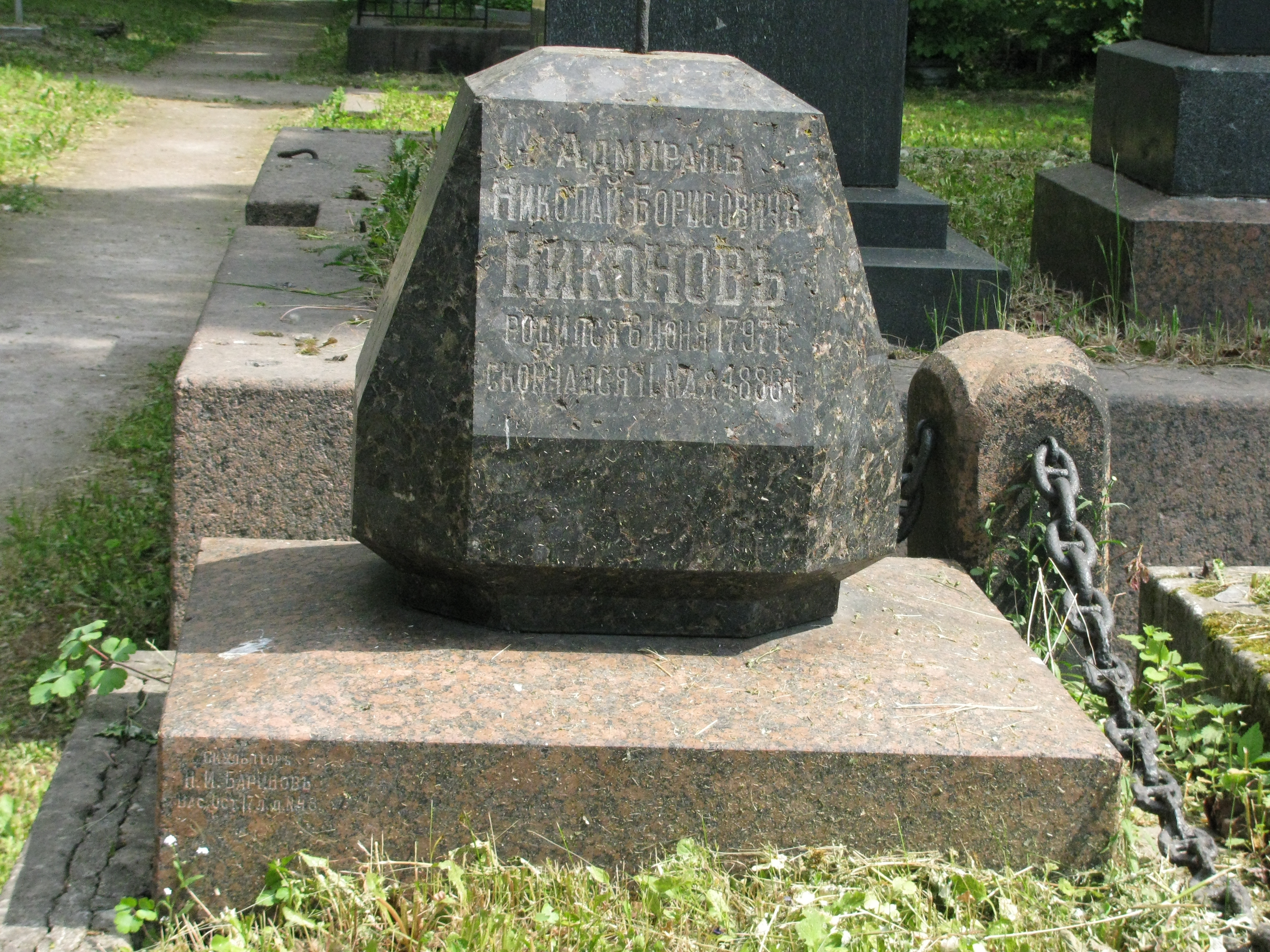
Могила адмирала на Новодевичьем кладбище

Николай Борисович Никонов (6 июня 1797 — 11 мая 1880, Санкт-Петербург) — русский адмирал (1861 год), участник русско-турецкой войны 1828—1829 годов.

## Биография
Происходил из дворян Херсонской губернии и был братом генерал-майора П. Б. Никонова. Службу начал в Черноморском флоте с ноября 1809 года гардемарином, в 1812 году был произведён в мичманы, в 1816 году — в лейтенанты.
С 1821 года командовал транспортом «Лев».
В 1828 году получил боевое крещение, командуя транспортом «Сухум-Кале», с которым пришёл из Николаева в Архипелаг и принимал участие в пленении корвета «Наварин». В следующем году Никонов участвовал в перевозе запасов к эскадре, блокировавшей Дарданеллы. В 1831 году назначен командиром корвета «Сизополь».
В 1832 году Никонов был назначен старшим адъютантом Черноморского флота и портов, а через два года, командуя фрегатом «Агатополь», плавал у абхазских берегов.
В 1837 году Никонов, в чине капитана 2-го ранга, командовал фрегатом «Архипелаг» и принимал участие в боевых действиях против горцев, при высадке и занятии мыса Адлер. Переведённый вскоре в Балтийский флот, Никонов 3 декабря 1839 года за выслугу 25 лет в офицерских чинах был награждён орденом св. Георгия 4-й степени (№ 6063 по списку Григоровича — Степанова) и в 1839 году произведён в капитаны 1-го ранга с назначением командиром фрегата «Венус».
С 1842 года Никонов командовал 15-м флотским экипажем, в 1849 году был произведён в контр-адмиралы и назначен командующим 3-й бригады 2-го флотского дивизиона, а 18 мая 1855 года — командиром 1-й бригады 3-го флотского дивизиона.
В 1855 году Никонов получил назначение состоять членом общего присутствия артиллерийского департамента Морского министерства и в следующем году 26 августа был произведён в вице-адмиралы.
Зачисленный в 1859 году по резервному флоту, Никонов в октябре 1861 года произведён в адмиралы с увольнением от службы.
11 мая 1880 года Никонов скончался в Петербурге и был погребен на кладбище Новодевичьего монастыря.